# Juan 20

Juan 16:14-22 en el lado recto del Papiro 5, escrito alrededor del año 250 d.C.

Juan 20 es el vigésimo capítulo del Evangelio de Juan del Nuevo Testamento. Relata la historia de Jesús resucitado. Relata cómo María Magdalena fue a la tumba de Jesús y la encontró vacía. Jesús se le aparece y le habla de su resurrección y despacha a María para que cuente la noticia a los discípulos. Jesús se aparece entonces a sus discípulos. Los acontecimientos relatados en Juan 20 se describen de forma algo diferente en Mateo 28, Marcos 16 y Lucas 24.
El capítulo es aparentemente la conclusión del Evangelio de Juan, pero le sigue un capítulo aparentemente «suplementario», Juan 21. Algunos eruditos bíblicos sugieren que Juan 20 fue la conclusión original del Evangelio, y Juan 21 fue una adición posterior, pero no hay evidencia manuscrita concluyente para esta teoría.

## Texto
El texto original fue escrito en griego koiné. Este capítulo está dividido en 31 Versículos.

### Testigos textuales
Algunos manuscritos tempranos que contienen el texto de este capítulo son:
- Papiro 5 (c. 250; Versículos existentes: 11-17,19-20,22-25)[2]
- Códice Vaticano (325-350 d. C.)
- Codex Sinaiticus (330-360)
- Codex Bezae (c. 400)
- Codex Alexandrinus (400-440)
- Codex Ephraemi Rescriptus (c. 450; Versículos existentes: 26-31).[3][4]

## Análisis
El capítulo puede dividirse en tres secciones distintas. Versículos 1-18 describen los acontecimientos en la tumba vacía de Jesús cuando se encuentra vacía y la aparición del Jesús resucitado a María Magdalena (véase Noli me tangere). La segunda sección describe las apariciones de Jesús a sus discípulos, mientras que los dos Versículos finales relatan por qué el autor escribió este evangelio. La primera sección también puede subdividirse entre el examen de la tumba por Pedro y el Discípulo Amado y la aparición de Cristo a María. Para los editores de la Nueva Biblia Americana Edición Revisada, este capítulo «satisface la necesidad básica de testimonio de la resurrección», lo que hace a través de «una serie de relatos».
Hay varias incoherencias tanto dentro del capítulo como entre éste y el relato de la resurrección en los otros evangelios. Raymond E. Brown ha avanzado la tesis de que la obra es una fusión de dos fuentes diferentes. Una fuente contenía originalmente los Versículos 1 y 11 a 18 y describía el viaje de María Magdalena a la tumba. Esta información es exclusiva de Juan. Otra fuente contenía los Versículos 3 a 10 y 19 hasta el final y trataba de los discípulos. Esta porción es mucho más similar a los evangelios sinópticos, sugiriendo que esto es simplemente los sinópticos reescritos para hacerlo parecer como si fuera un relato de un testigo ocular. La parte sobre María Magdalena, por el contrario, tuvo que haberse basado en fuentes a las que sólo Juan tuvo acceso.
El teólogo C. H. Dodd afirma que la crucifixión es el clímax de la narración de Juan y argumenta que este capítulo está escrito como el resultado y conclusión. Algunos eruditos sostienen que Juan 21 parece fuera de lugar y que Juan 20 era el capítulo final original de la obra. Sin embargo, los manuscritos antiguos que contienen el final de Juan 20 también contienen texto de Juan 21, por lo que no hay pruebas manuscritas concluyentes para esta teoría. Véase Juan 21 para una discusión más extensa.

## Versículos
- Juan 20:1
- Juan 20:2
- Juan 20:3
- Juan 20:4
- Juan 20:5
- Juan 20:6
- Juan 20:7
- Juan 20:8
- Juan 20:9
- Juan 20:10
- Juan 20:11
- Juan 20:12
- Juan 20:13
- Juan 20:14
- Juan 20:15
- Juan 20:16
- Juan 20:17
- Juan 20:18
- Juan 20:19
- Juan 20:20
- Juan 20:21
- Juan 20:22
- Juan 20:23
- Juan 20:24
- Juan 20:25
- Juan 20:26
- Juan 20:27
- Juan 20:28
- Juan 20:29
- Juan 20:30
- Juan 20:31

## Comentarios a los versículos 1-10
Este fragmento hace una reflexión sobre los testimonios de la resurrección de Jesús que aparecen en los evangelios, destacando dos elementos esenciales: el sepulcro vacío y las apariciones de Jesús resucitado. Se pone un énfasis particular en el Evangelio de Juan, que subraya la experiencia de los Apóstoles, especialmente de Pedro y del "discípulo amado" (comúnmente identificado como el propio Juan). El texto hace hincapié en que, aunque María Magdalena fue la primera en llegar al sepulcro, fueron Pedro y Juan los primeros en entrar y observar los detalles que sugieren la resurrección de Cristo. Estos detalles incluyen los lienzos caídos y el sudario separado, lo cual es interpretado como una señal de que Jesús no simplemente había revivido, como sucedió con Lázaro, sino que había resucitado de una manera única, entrando en una nueva forma de existencia.
Se resalta la reacción del discípulo amado, quien vio y creyó. Este acto de ver no se refiere simplemente a una observación física del sepulcro vacío, sino a un reconocimiento espiritual que requiere fe. Así, el sepulcro vacío y los detalles que observaron Pedro y Juan son interpretados como signos visibles que indican la resurrección, pero aceptarla plenamente requiere un paso de fe. En resumen, el testimonio de los Apóstoles en el sepulcro vacío no solo habla de la ausencia física del cuerpo de Jesús, sino que apunta a un misterio más profundo que solo puede comprenderse a través de la fe en la resurrección aceptada, como indica Tomás de Aquino

Puede decirse con Santo Tomás de Aquino que «cada uno de los argumentos de por sí no bastaría para demostrar la resurrección, pero, tomados en conjunto, la manifiestan suficientemente; sobre todo por el testimonio de la Sagrada Escritura (cfr especialmente Lc 24,25-27), el anuncio de los ángeles (cfr Lc 24,4-7) y la palabra de Cristo confirmada con milagros.

## Comentario a los versículos 11-18
El evangelio enseña que Jesús se manifiesta a quienes le buscan de verdad. María Magdalena es modelo de los que buscan a Jesús.

Lo que hay que considerar en estos hechos es la intensidad del amor que ardía en el corazón de aquella mujer, que no se apartaba del sepulcro, aunque los discípulos se habían marchado de allí. Buscaba al que no había hallado, lo buscaba llorando y, encendida en el fuego de su amor, ardía en deseos de aquel a quien pensaba que se lo habían llevado. Por esto, ella fue la única en verlo entonces, porque se había quedado buscándolo, pues lo que da fuerza a las buenas obras es la perseverancia en ellas.

Este pasaje reflexiona sobre la aparición de Jesús resucitado a María Magdalena, quien desempeña un papel fundamental en los relatos de la resurrección. Jesús, como el Buen Pastor, llama a María por su nombre, y ella lo reconoce inmediatamente, respondiendo Rabbuni (Maestro), lo que evoca la imagen de las ovejas que reconocen la voz de su pastor. Este encuentro no solo resalta el vínculo personal y profundo entre Cristo y sus seguidores, sino que también encomienda a María Magdalena una misión especial: ser la primera testigo de la resurrección y comunicarlo a los demás. El texto destaca que, debido a este rol crucial, en la tradición oriental, María Magdalena fue conocida como isoapóstoles, igual a los apóstoles, y en la tradición latina como apostola apostolorum, apóstol de apóstoles. Estas expresiones subrayan su singularidad en ser la primera en ver a Cristo resucitado y en anunciar su resurrección, un honor reservado en el contexto bíblico a los Apóstoles.
Asimismo, el pasaje explora un aspecto teológico significativo. Jesús resucitado menciona que va a volver al Padre, lo que refleja la transcendencia de su cuerpo glorioso y la conexión íntima con el Padre. Este regreso tiene implicaciones para sus discípulos, ya que, por medio de su muerte y resurrección, los que creen en Él ya no son simplemente "siervos" o "amigos", sino que son elevados a la condición de hermanos de Cristo y, por extensión, hijos de Dios. Esto subraya el don de la filiación divina que se otorga a los creyentes a través de la fe en Cristo resucitado. Finalmente, la expresión de Jesús Suéltame o No me retengas —en griego, noli me tenere— es interpretada como una instrucción a María Magdalena para que no trate de aferrarse a Él en ese momento. El uso del imperativo presente sugiere que Jesús le pide que deje de retenerlo, pues todavía habrá más ocasiones para que lo vea antes de su ascensión. Esto refleja que el encuentro con el Cristo resucitado inaugura una nueva forma de relación con Él, ya no marcada por su presencia física constante, sino por su glorificación y la fe en Él como el Señor resucitado.

## Comentario a los versículos 19-23
La aparición gloriosa de Jesús a los discípulos y la efusión del Espíritu Santo sobre ellos equivale, en el Evangelio de Juan, a la Pentecostés en el libro de los Hechos de los Apóstoles, de Lucas. 

Ya se había llevado a cabo el plan salvífico de Dios en la tierra; pero convenía que nosotros llegáramos a ser partícipes de la naturaleza divina del Verbo, esto es, que abandonásemos nuestra vida anterior para transformarla y conformarla a un nuevo estilo de vida y de santidad. Esto sólo podía llevarse a efecto con la comunicación del Espíritu Santo.

La misión que el Señor da a los Apóstoles, similar a la del final del Evangelio de Mateo, manifiesta el origen divino de la misión de la Iglesia y su poder para perdonar los pecados. 

El Señor, principalmente entonces, instituyó el sacramento de la Penitencia, cuando, resucitado de entre los muertos, sopló sobre sus discípulos diciendo: Recibid el Espíritu Santo… Por este hecho tan insigne y por tan claras palabras, el común sentir de todos los Padres entendió siempre que fue comunicada a los Apóstoles y a sus legítimos sucesores la potestad de perdonar y retener los pecados para reconciliar a los fieles caídos en pecado después del Bautismo.

## Comentario a los versículos 24-29
En este pasaje se reflexiona sobre la aparición de Jesús resucitado a sus discípulos, ocho días después, con un enfoque especial en la figura del apóstol Tomás. Mientras que María Magdalena se presenta como un modelo de aquellos que buscan a Jesús con fervor y devoción, Tomás representa a aquellos que dudan tanto de la divinidad como de la humanidad de Cristo, pero que, finalmente, llegan a una conversión plena y sin reservas. La actitud de Tomás, quien exige pruebas tangibles de la resurrección de Jesús (si no veo en sus manos la marca de los clavos... no creeré), lo convierte en un símbolo de la lucha interna de muchos creyentes que necesitan evidencia para aceptar las verdades de la fe. Sin embargo, al encontrarse con Jesús y tocar sus heridas, Tomás declara una de las confesiones más profundas de fe en el Evangelio: ¡Señor mío y Dios mío! (Juan 20,28). En este momento, reconoce que el Resucitado es el mismo que el Crucificado, lo que une inseparablemente la pasión y la glorificación de Cristo. Este episodio subraya la importancia del testimonio para la fe cristiana. Jesús reafirma que la fe en Él se fundamenta en el testimonio de aquellos que lo han visto resucitado. Sin embargo, también pronuncia una bendición especial para quienes creerán sin haberlo visto físicamente: Bienaventurados los que no han visto y han creído (Juan 20,29). Esto abre la puerta a las generaciones futuras de cristianos, quienes, sin haber tenido una experiencia directa del Cristo resucitado, confían en los testimonios de los Apóstoles y los primeros testigos. En resumen, la conversión de Tomás ilustra que, aunque la duda puede formar parte del camino hacia la fe, el encuentro personal con Cristo transforma esa incertidumbre en una fe profunda y sincera.

¿Es que pensáis —comenta San Gregorio Magno— que aconteció por pura casualidad que estuviera ausente entonces aquel discípulo elegido, que al volver oyese relatar la aparición, y que al oír dudase, dudando palpase y palpando creyese? No fue por casualidad, sino por disposición de Dios. La divina clemencia actuó de modo admirable para que tocando el discípulo dubitativo las heridas de la carne en su Maestro, sanara en nosotros las heridas de la incredulidad (…). Así el discípulo, dudando y palpando, se convirtió en testigo de la verdadera resurrección.